# État libre d'Irlande
Cet article concerne l'État irlandais entre 1922 et 1937. Pour l'État unilatéralement proclamé en 1919, voir République irlandaise (1919). Pour la région autonome du Royaume-Uni en 1921 et 1922, voir Irlande du Sud. Pour l'actuel État irlandais, voir Irlande (pays).
Pour les articles homonymes, voir IFS.
6 décembre 1922 – 29 décembre 1937
(15 ans et 23 jours)
Entités précédentes :
- Irlande du Sud
- Irlande du Nord
- République irlandaise (non reconnue)

Entités suivantes :
- Irlande (1937)
- Irlande du Nord (1922)

L'État libre d'Irlande (en anglais : Irish Free State ou IFS ; en irlandais : Saorstát Éireann) est le régime politique de l'Irlande entre 1922 et 1937.
Le traité anglo-irlandais signé le 6 décembre 1921 entre le gouvernement britannique et les représentants irlandais est approuvé très largement le 14 décembre 1921 par la Chambre des communes britannique et par la Chambre des lords. Mais sa ratification par le Dáil Éireann irlandais est difficile et confuse : Éamon de Valera s'oppose au traité défendu par Michael Collins et Arthur Griffith dans d'âpres débats sur la partition de l'île et le statut de l'État qui implique une allégeance symbolique au monarque britannique et la renonciation à la république. Le texte est voté le 7 janvier 1922, mais n'entre en vigueur que le 6 décembre 1922 après la proclamation royale de George V. Il s'applique à l'île entière, mais dès le lendemain l'Irlande du Nord, conformément aux dispositions du traité, se retire : l’État libre d'Irlande ne concerne dès lors que les 26 comtés de l'Irlande du Sud.
Le nouvel État a un statut de dominion, dans lequel le souverain britannique représenté par un gouverneur général est le chef de l'État, doté d'un rôle purement cérémoniel (monarchie irlandaise). Le gouverneur général est associé à deux chambres, le Dáil Éireann (chambre des députés) et le Seanad Éireann (Sénat), pour constituer l'Oireachtas qui légifère sous l'autorité d'un Premier ministre. C'est le Premier ministre de l'État libre d'Irlande, et non le roi, qui choisit en pratique le gouverneur général. Le traité impose toutefois un serment d'allégeance à la Couronne britannique par les membres du Parlement irlandais.
Les oppositions fondamentales entre Irlandais déboucheront sur la Guerre civile irlandaise, violent conflit armé entre les partisans du traité au pouvoir et les Républicains d'Éamon de Valera qui déposent les armes en mai 1923. Accédant au pouvoir par les élections de 1932, celui-ci amende le traité de Londres de 1921/1922 et met fin par la Constitution de 1937 à l’État libre d'Irlande qui devient l'Éire.

## Naissance de l'État libre d'Irlande
Pour un article plus général, voir Indépendance de l'Irlande.

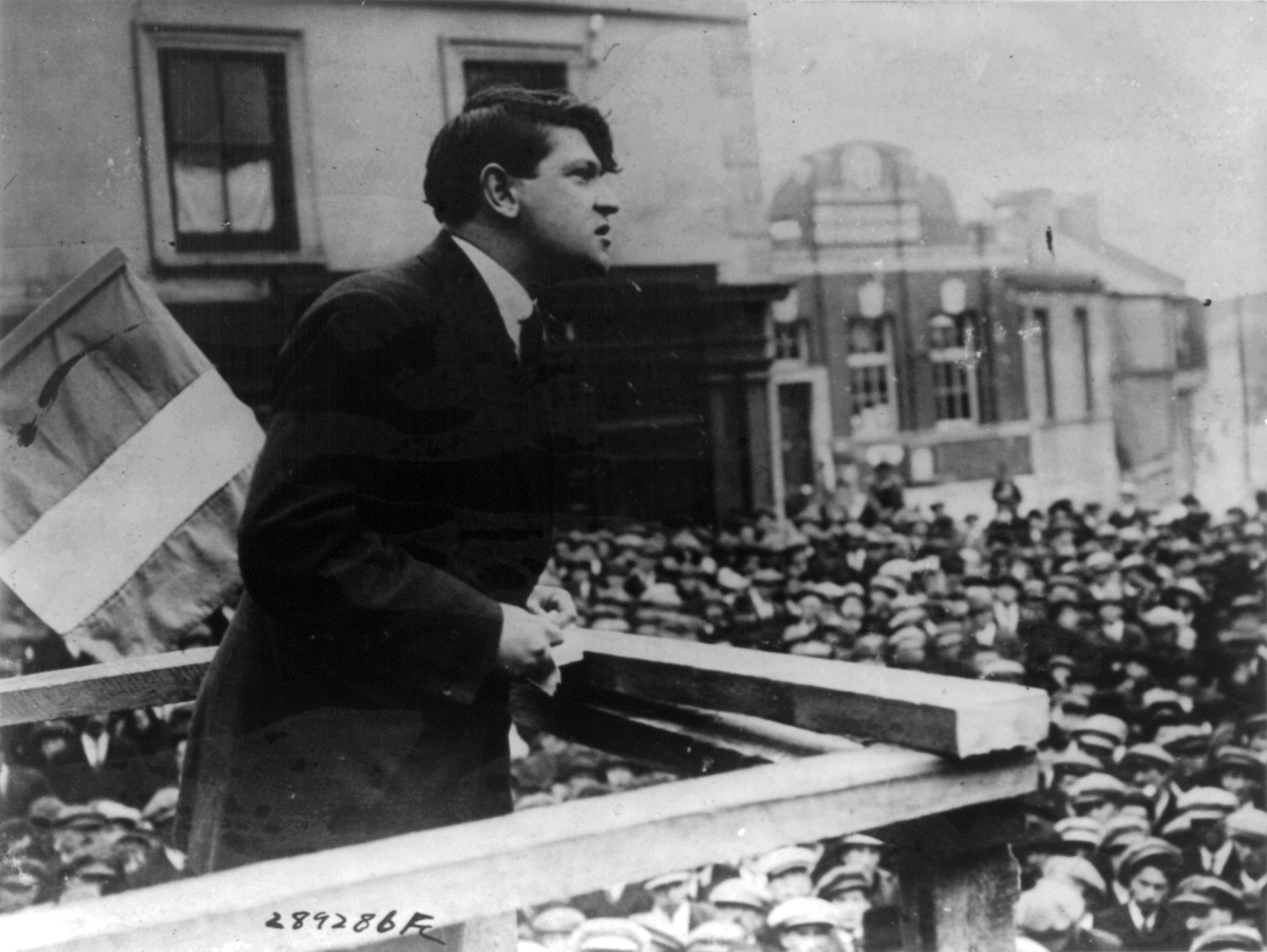
Michael Collins en 1922.

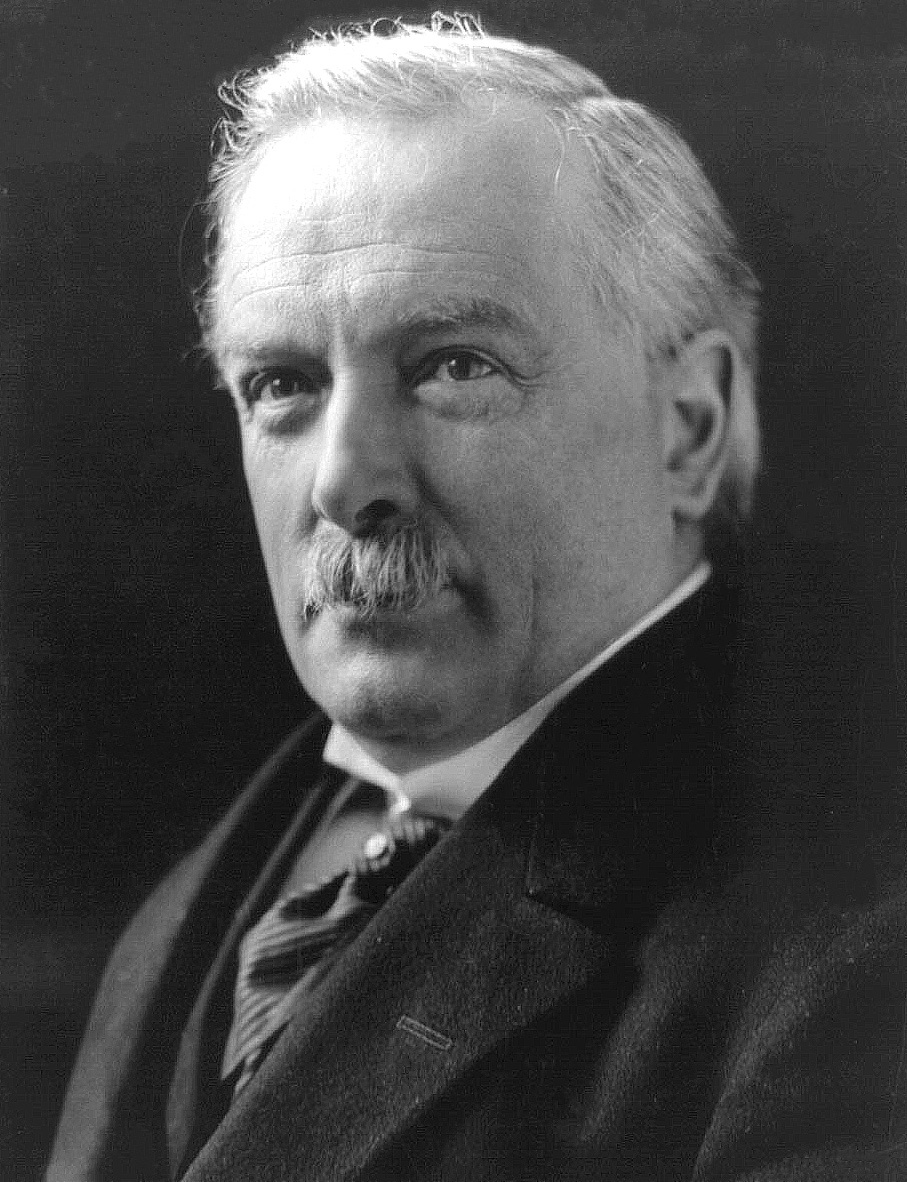
David Lloyd George, Premier Ministre britannique (1916-1922).

À travers les siècles, les populations irlandaises revendiquent de plus en plus l'autonomie ou l'indépendance de l'île vis-à-vis du Royaume-Uni et cette « Question d'Irlande » s'amplifie dans la deuxième moitié du XIXe siècle. Une évolution majeure se met en place avec la loi d'autonomie de l'Irlande que le roi George V proclame en septembre 1914 (Government of Ireland Act 1914, ou Home Rule Act). Le Home Rule accorde une autonomie interne à l'Irlande qui reste cependant sous la tutelle de la Couronne britannique. L'application en est repoussée jusqu'à la fin de la Première Guerre mondiale mais les évènements irlandais (Insurrection de Pâques 1916 à Dublin, Déclaration d'indépendance de l'Irlande par l'Assemblée nationale de la République irlandaise, le Dáil Éireann, le 21 janvier 1919) en rendent la mise en œuvre impossible. Il est remplacé par le Government of Ireland Act 1920, désigné aussi comme le Fourth Home Rule Bill, voté par le Parlement du Royaume-Uni, qui organise la partition de l'Irlande entre l'Irlande du Nord (Northern Ireland) et l'Irlande du Sud (Southern Ireland). Les nationalistes du sud n'acceptent pas la règle britannique et entrent en conflit armé avec Londres : c'est la période connue comme la Guerre d'indépendance irlandaise qui dure de janvier 1919 à juillet 1921.
Le traité anglo-irlandais ou traité de Londres est signé le 6 décembre 1921 entre le gouvernement britannique (David Lloyd George, Premier Ministre et Winston Churchill, Secrétaire aux colonies) et les nationalistes irlandais (Arthur Griffith, chef de la délégation irlandaise et Michael Collins, chef officieux de l'Armée républicaine irlandaise) met fin à cette guerre d'indépendance en stipulant le départ d'Irlande des soldats britanniques et la reconnaissance d'un « État libre d'Irlande ».
Le traité définit le nouveau nom de l'État dans l'article 1 : « Ireland shall be styled and known as the Irish Free State » et son statut de dominion qui englobe théoriquement toute l'île. Le nom de République irlandaise (Irish Republic), utilisé depuis 1919 par les nationalistes, est abandonné. Le traité impose aussi un serment d'allégeance à la Couronne britannique par les membres du Parlement irlandais (le Dáil Éireann et le Seanad Éireann) et le statut (en pratique purement cérémoniel) d'un gouverneur général représentant du roi. Le traité admet aussi la partition de l'île en reconnaissant une région autonome d’Irlande du nord avec des droits spécifiques comme celui de quitter le nouvel État libre d'Irlande.

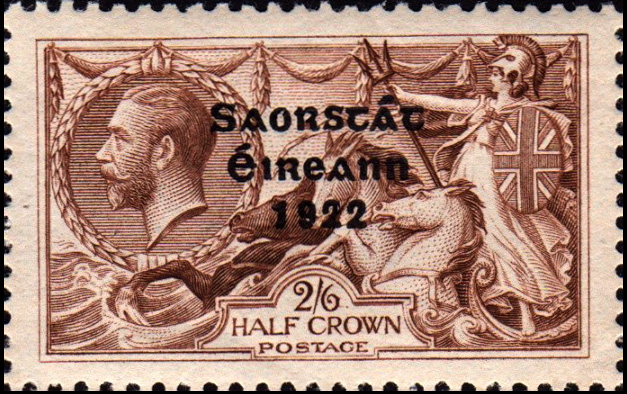
Timbre George V Seahorses de 1922 à l'effigie du roi George V d'Angleterre, surchargé « Saorstát Éireann 1922 » pour son usage dans l’État libre d'Irlande.

Le traité est approuvé très largement le 14 décembre 1921 par la Chambre des communes britannique (401 voix contre 58) et la Chambre des lords (166 voix contre 47). Son acceptation est bien plus difficile en Irlande : Éamon de Valera s'oppose au traité défendu par Michael Collins et Arthur Griffith et qui n'est adopté dans une certaine confusion le 7 janvier 1922 que par 64 voix contre 57 par le Dáil Éireann après d'âpres débats sur le statut de l'État et la soumission qu'il implique vis-à-vis du Roi ainsi que sur sa dénomination puisque le nom de République irlandaise est abandonné. Les dissensions entre Irlandais débouchent sur la formation d'un gouvernement provisoire dont Michael Collins prend la tête et sur un nouveau vote favorable au traité le 14 janvier 1922. Le traité entre en vigueur un an après sa signature le 6 décembre 1922 par la proclamation royale de George V à Londres qui entérine la création de l'État libre irlandais (Saorstát Éireann en gaélique). Le lendemain, le 7 décembre 1922, en conformité avec les dispositions du traité, l'Irlande du Nord se sépare de l'État libre d'Irlande qui se réduit donc aux 26 comtés de l'Irlande du Sud.
Les forces britanniques quittent l’île le 17 décembre à l'exception des trois bases navales prévues par le traité et la Constitution de 1922 organise le pouvoir irlandais (Oireachtas) qui repose sur un Parlement bicaméral avec un Sénat (Seanad Éireann) aux pouvoirs limités et une chambre des députés (Dáil Éireann) qui choisit le chef du gouvernement. Le gouverneur général représente le roi mais, à la suite de la déclaration Balfour de 1926, il est convenu que c'est le gouvernement irlandais qui le choisit, le roi ne faisant qu'approuver automatiquement le nom recommandé par le Premier ministre de l'État libre. Les trois gouverneurs généraux successifs du pays sont des citoyens irlandais issus du mouvement nationaliste.
En accord avec les termes du traité, des élections générales sont organisées pour réélire un nouveau Dáil remplaçant à la fois le précédent et la Chambre des communes d'Irlande du Sud instituée auparavant par les Britanniques. Ces élections, dont l'enjeu principal est l'approbation du traité par le peuple irlandais, ont lieu le 16 juin 1922 et donnent une majorité aux partisans du traité (92 sièges contre 37). Cependant, les républicains d'Éamon de Valera manifestent leur opposition qui prend très vite la forme d'une lutte armée, la Guerre civile irlandaise. Le conflit meurtrier commencé le 28 juin 1922 fera des milliers de blessés et de tués dont Michael Collins tombé dans une embuscade ainsi que de nombreuses destructions. Il s'achève en mai 1923 quand les républicains déposent les armes.
Le gouvernement de William T. Cosgrave, issu des élections d’août 1923 où il obtient 66 sièges contre 44 au parti d'Éamon de Valera, s'attache à redresser le pays alors que les élus républicains refusant le serment d'allégeance ne siègent pas. En mai 1926, de Valera rompt avec le Sinn Féin et fonde le Fianna Fáil en vue de républicaniser l'État libre d'Irlande en participant à la vie politique.
En décembre 1931, le statut de Westminster voté à Londres inscrit dans la loi l'état de fait déjà confirmé par la déclaration Balfour de 1926, à savoir l'indépendance totale des dominions vis-à-vis de la Couronne britannique. Mais la question de la partition de l'île irlandaise ne trouve pas de solution. Les tensions intérieures qui en résultent et la crise financière amènent une nouvelle majorité au Parlement de Dublin en 1932.

## Amendements du parti républicain et la Constitution de 1937

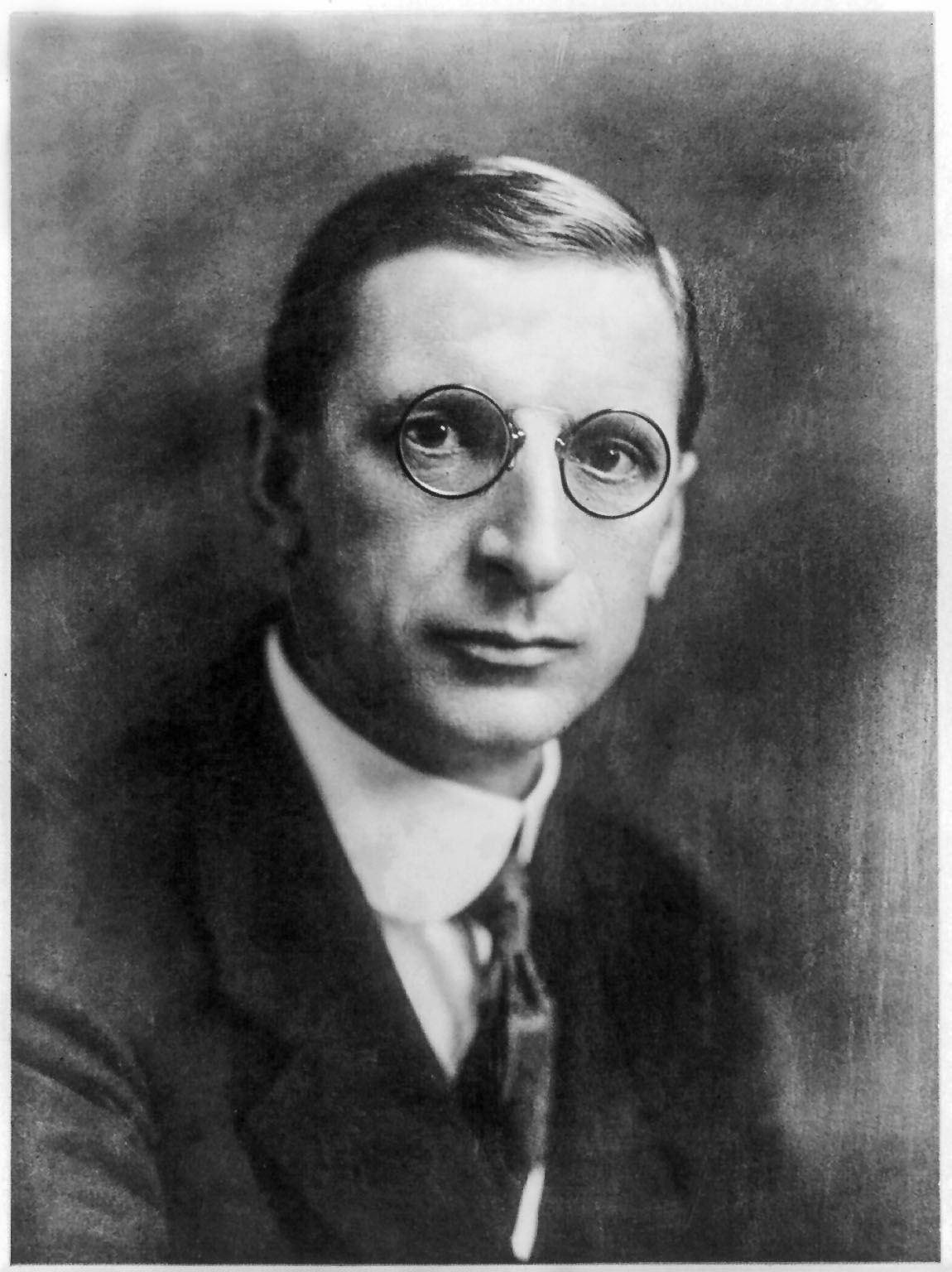
Éamon de Valera.

En février 1932, les Républicains du parti d'Éamon de Valera, le Fianna Fáil, gagnent les élections et amendent la Constitution par des lois successives votées par la nouvelle Chambre des députés. De Valera devient, avec l'appui des sept députés travaillistes, Premier ministre le 9 mars 1932 (il restera au pouvoir seize ans, jusqu'en 1948) et entreprend par étapes la transformation constitutionnelle de l’État libre d'Irlande. Il y est encouragé par de nouvelles élections en janvier 1933 qui confortent sa position.
Le serment d'allégeance à la Couronne britannique est aboli en mai 1933 et le Sénat supprimé en 1936. Dans le même temps, profitant du statut de Westminster de 1931, le dominion formalise sa souveraineté même si des liens réduits avec le Royaume-Uni persistent. La nouvelle constitution affirme que le territoire national englobe toute l'île mais reconnaît pragmatiquement la partition de fait, ce que le Royaume-Uni rejette. Très confessionnaliste et placée sous l'égide de la Sainte Trinité, la constitution proclame aussi la « special position » du catholicisme dans le nouvel État ce qui irrite l'Irlande du Nord protestante : cette disposition ne sera abrogée par référendum qu'en décembre 1972.
En 1937, la nouvelle Constitution de l'Irlande remplace la Constitution de l'État libre d'Irlande de 1922 qui change de nom : il devient « Éire » en irlandais et « Ireland » en anglais. Le Royaume-Uni n'accepte pas la dénomination « Ireland », qui selon lui ne peut s'appliquer qu'à l'île entière. Il choisit la dénomination « Eire » et l'emploie en 1938 dans l'« Eire (Confirmation of Agreements) Act 1938 », traité concernant le commerce (fin des tensions douanières), les finances (fin des rentes foncières annuelles) et la défense (transfert des bases navales britanniques). Cet accord anglo-irlandais signé le 25 avril 1938 est entériné par le vote du Parlement britannique le 17 mai 1938.
Le leader républicain Éamon de Valera demeure Président du Conseil exécutif (President of the Executive Council) jusqu'au 9 décembre 1937, date où la nouvelle constitution entre en vigueur. Il devient alors Taoiseach (Chef du gouvernement irlandais) avec des pouvoirs élargis.

## Évolution postérieure: la république d'Irlande

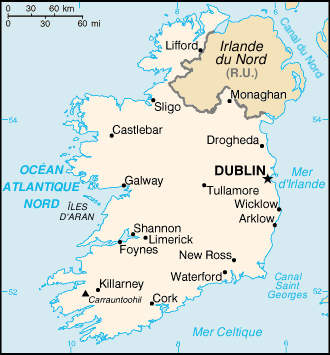
Carte de l'île d'Irlande

N'ayant pas réussi à faire avancer le statut d'un État républicain ni à résoudre la partition de l’île, de Valera quitte le pouvoir après seize ans au plus haut niveau et c'est John A. Costello à la tête d'une coalition dominée par le parti Fine Gael qui devient Taoiseach. Il proclame la république qui devient effective le 18 avril 1949 après le vote à l'unanimité du Republic of Ireland Act 1948 par l'Oireachtas (le corps législatif) le 21 décembre 1948.
Le 2 juin 1949, le Royaume-Uni prend acte de la proclamation de la république d'Irlande (Republic of Ireland) et de sa sortie du Commonwealth par l'Ireland Act 1949 mais l'Acte rappelle explicitement que l'Irlande du Nord demeure partie intégrante du Royaume-Uni, et le demeurera tant que la population nord-irlandaise le souhaite. Pour Londres, la dénomination « Ireland » ne peut s'appliquer qu'à l'île entière.
Le nom officiel de l'État reste pour des raisons de constitutionnalité « Eire » ou « Ireland », « Republic of Ireland » n'étant que la description du fonctionnement de l'État. Des débats sur la dénomination de l'État persistent et les différentes dénominations (Irlande, Eire, république d'Irlande, Irlande du sud, État irlandais) s'entremêlent souvent dans les divers usages (par exemple les timbres et les pièces de monnaie en euro de la République introduites en 2002 portent le nom Éire sur leurs faces). Plusieurs commissions ont proposé une clarification mais en 2015 celle-ci est toujours en suspens, d'autant que la partition maintenue de l'île irlandaise a continué à mouvementer son histoire.